# 尹拯
尹拯（韓語：윤증，1629年—1714年1月30日），字子仁，號明齋、又号酉峯，本貫坡平尹氏，朝鮮王朝后期的文臣，性理學者及作家，西人党重臣。諡號文成。西人党分为老論、少論兩派時，他被推戴為少論黨的首任黨首。又为金集、權諰、宋时烈的門人。

## 著書
- 明齋遺顧
- 明齋疑禮問答
- 明齋遺書